# Crandon
Crandon is een plaats (city) in de Amerikaanse staat Wisconsin, en valt bestuurlijk gezien onder Forest County.

## Demografie
Bij de volkstelling in 2000 werd het aantal inwoners vastgesteld op 1961. In 2006 is het aantal inwoners door het United States Census Bureau geschat op 1890, een daling van 71 (-3,6%).

## Geografie
Volgens het United States Census Bureau beslaat de plaats een oppervlakte van 16,0 km², waarvan 13,5 km² land en 2,5 km² water. Crandon ligt op ongeveer 496 m boven zeeniveau.

## Plaatsen in de nabije omgeving
De onderstaande figuur toont nabijgelegen plaatsen in een straal van 52 km rond Crandon.

## Schietpartij
Op 7 oktober 2007 kwamen in Crandon zes jongeren in leeftijd variërend van 14 tot 20 jaar om het leven toen de 20-jarige Tyler Peterson, hulpsheriff van Forest County en parttime politieagent in Crandon, rond 03.00 uur plaatselijke tijd (09:00 CEST) na een ruzie met zijn 18-jarige vriendin circa 30 schoten afvuurde in haar woning, waar op dat moment een feestje gaande was. Volgens de burgemeester werd Peterson later op de dag, na mislukte telefonische onderhandelingen over zijn overgave, tijdens een schotenwisseling gedood door een scherpschutter van een SWAT-team van de politie, maar na onderzoek op het levenloze lichaam van Peterson rees al spoedig twijfel over deze lezing. Er had weliswaar een schotenwisseling plaatsgevonden tussen Peterson en de politie, waarbij hij ook door kogels uit het geweer van een SWAT-scherpschutter was geraakt, maar de verwondingen die hem uiteindelijk fataal werden, bleken het gevolg van een drietal kogels die hij zichzelf met een .40-kaliber-Glockpistool door het hoofd had gejaagd.
Alle zeven slachtoffers studeerden of hadden gestudeerd aan de Crandon High School, dezelfde school waar ook de schutter zijn diploma had behaald.
Behalve Petersons ex-vriendin en Peterson zelf, kwamen bij de schietpartij twee jongens en drie meisjes om het leven.
De enige overlevende, 21 jaar oud, "hield zichzelf dood" nadat Peterson drie schoten op hem had afgevuurd. Na het eerste schot had Neitzel de schutter gesmeekt te stoppen, maar Peterson schoot opnieuw. Neitzel viel om, werd door nog een derde kogel geraakt en bleef roerloos liggen in de hoop dat Peterson zou denken dat hij dood was.